# Sân golf Tân Sơn Nhất
Sân golf Tân Sơn Nhất là sân golf nằm cạnh đường băng Sân bay quốc tế Tân Sơn Nhất trên đường Tân Sơn (quận Gò Vấp), TP Hồ Chí Minh, đất thuộc bộ Quốc phòng. Công trình này được xây từ 2007 và khai trương vào tháng 8/2015.
Hiện sân này đang là đề tài thảo luận tại quốc hội (tháng 6 năm 2017) vì nhiều đại biểu Quốc hội cho rằng, việc mở rộng sân bay Tân Sơn Nhất đang trở nên cấp bách. Nó quá tải đến mức lãnh đạo Cục Hàng không Việt Nam phải đưa ra một biện pháp bất thường, đó là khi máy bay trả khách ở Tân Sơn Nhất xong đi đậu qua đêm ở sân bay Cần Thơ, sang hôm sau bay trở lại TP.HCM để đón khách và cất cánh.

## Giấy phép
Theo văn bản số 567/TTg-NN về dự án đầu tư xây dựng sân golf và dịch vụ Tân Sơn Nhất được Thủ tướng Nguyễn Tấn Dũng ban hành ngày 10-5-2007 cho phép đầu tư dự án xây dựng sân golf và dịch vụ Tân Sơn Nhất như đề nghị của Bộ Xây dựng và Bộ Quốc phòng, Bộ Quốc phòng được giao chỉ đạo chủ đầu tư lập quy hoạch chi tiết xây dựng trình phê duyệt theo quy định.

## Trang bị
Sân golf này thuộc Công ty Cổ phần Đầu tư Long Biên, được thiết kế bởi Công ty Nelson&Haworth Golf Course Architects, bao gồm 4 sân, mỗi sân 9 lỗ, 3 sân nằm ngay đường bay, tổng cộng có diện tích lên tới 157 ha. Ngoài tòa nhà điều hà nh của Câu lạc bộ Golf, bên trong sân golf này còn có cả nhà hàng, trung tâm hội nghị - tiệc cưới Him Lam có sức chứa tối đa đến vài nghìn người, có cả bãi đáp trực thăng riêng. Khách chơi có thể vừa đánh golf vừa nghe và xem máy bay gầm rú khi cất, hạ cánh. Tòa nhà CLB Golf có diện tích lên tới 12.700 m2. Riêng bãi đỗ xe rộng tới 2.050 m2, đủ chỗ cho 361 ôtô và 500 xe gắn máy.

## Sở hữu
Công ty Cổ phần Đầu tư Long Biên sở hữu sân golf được thành lập tháng 6 năm 2006 với các cổ đông sáng lập:
- Công ty Trường An (Bộ quốc phòng)
- Công ty Cổ phần Him Lam
- Tổng công ty Cổ phần Thương mại Xây dựng
- Công ty Cổ phần Đầu tư Thành Nam

Trong cơ cấu vốn hiện nay của Công ty CP đầu tư Long Biên (LOBICO) — chủ đầu tư sân golf Tân Sơn Nhất và sân golf Long Biên, doanh nghiệp quân đội này không còn nắm bất cứ cổ phần nào. 
- Vào tháng 3-2014, cơ cấu vốn cổ phần của LOBICO đã có sự thay đổi quan trọng, chỉ còn ba cổ đông lớn gồm hai cổ đông cá nhân và một doanh nghiệp. Trong đó Công ty Trường An vẫn nắm giữ 15%, ông Trần Văn Tĩnh — tổng giám đốc Công ty CP Him Lam và là anh họ của ông Dương Công Minh (chủ tịch HĐQT Công ty CP Him Lam) — nắm 48,5% và bà Dương Thị Liêm — thành viên HĐQT Công ty CP Him Lam (em ruột ông Minh) — nắm 36,5%.
- đến ngày 15-11-2014, LOBICO đã tăng vốn điều lệ lên 950 tỉ đồng, trong đó ông Trần Văn Tĩnh vẫn nắm 48,5% cổ phần (hiện ông Tĩnh là phó chủ tịch HĐQT Công ty CP Him Lam), bà Dương Thị Liêm chỉ còn nắm 10%. Tuy nhiên, Công ty Trường An không còn là cổ đông, thay vào đó là Lê Thị Bích Ngọc (hiện là giám đốc khối kinh doanh tại Công ty CP Him Lam) nắm 26,5% và Công ty CP kinh doanh địa ốc Him Lam giữ 15%, do ông Nguyễn Ngọc Thủy làm đại diện quản lý phần vốn góp. Như vậy căn cứ trên hồ sơ sổ sách, các cổ đông hiện nay của LOBICO, tức "chủ" của hai sân golf Tân Sơn Nhất và sân golf Long Biên, đều là "nhóm Him Lam".[7]

## Đất quốc phòng cho tư nhân thuê
Các vùng đất quốc phòng cho tư nhân thuê, ngoài Sân golf Tân Sơn Nhất còn có sân golf Long Biên cũng nằm trên đất quốc phòng, cạnh sân bay quân sự Gia Lâm tại Hà Nội, Công ty Thuận Phong thuê đất của Cục Quân khí, Tổng cục Kỹ thuật, Bộ Quốc phòng, để sản xuất phân bón. Việc này được biết đến khi công ty này bị phát hiện sản xuất phân bón giả, kém chất lượng quy mô lớn, Tại Đà Nẵng, đất quốc phòng cạnh sân bay Đà Nẵng được Bộ Tư lệnh Phòng không Không quân cho Công ty TNHH Sản xuất và Thương mại Nam Sinh thuê. Công ty này lại đem phân lô và cho thuê lại, dẫn đến tình trạng xây dựng nhà xưởng trái phép. Theo Thiếu tướng Võ Hồng Thắng, Cục trưởng Cục Kinh tế Bộ Quốc phòng, nói tại cuộc họp báo Bộ Quốc phòng ngày 13/07/2017: "Không dùng, để không như vậy sẽ lãng phí. Do đó, phải sử dụng để không bị lãng phí. Hơn nữa, làm kinh tế sẽ tạo được nguồn thu, cải tạo đời sống cho lực lượng. Ngoài ra, việc này cũng góp phần cho phát triển kinh tế của các địa phương. Còn những việc liên kết, liên doanh, cho thuê cho mượn đất quốc phòng là dứt khoát không làm nữa".

## Nhận định lấy đất sân golf mở rộng sân bay
Sân bay quốc tế Tân Sơn Nhất được thiết kế với năng lực tiếp nhận 25 triệu hành khách mỗi năm. Năm 2015, sân bay quốc tế Tân Sơn Nhất đã phục vụ hơn 181 nghìn lượt chuyến bay (tăng 18% so với cùng kỳ năm trước), sản lượng hành khách đạt hơn 26,5 triệu. Năm 2016, hành khách qua sân bay khoảng 31 triệu lượt. Do đó sân bay có nhu cầu mở rộng nhằm giảm ùn tắc giao thông vận tải hàng không.
- Thảo luận chiều 1/6 tại Quốc hội, Đại biểu Nguyễn Phước Lộc (đoàn Thành phố Hồ Chí Minh) nhận định, trong khi chờ dự án sân bay Long Thành tiến hành, cần có nghiên cứu để khai thác hết công suất của sân bay Tân Sơn Nhất. Ông Lộc cũng bày tỏ không đồng tình khi tình trạng quá tải tại sân bay Tân Sơn Nhất còn đất sân bay thì lại được sử dụng vào mục đích khác: "Trong khi sân bay kẹt như thế, đất sân bay lại được cho sử dụng mục đích khác làm sân golf, khách sạn. Chúng ta có suy nghĩ gì không?" Theo ông Lộc, nên mở thêm cửa sân bay phía quận Gò Vấp để các hãng máy bay giá rẻ đi cửa riêng hoặc mở thêm cửa phía đường Hoàng Hoa Thám (quận Tân Bình.[9]
- Ngày 8/6, ông Trương Trọng Nghĩa - đại biểu Quốc hội Đoàn TP HCM cho biết: "Trong các cuộc tiếp xúc cử tri, nhiều người đã nêu quan điểm với chúng tôi, chẳng hạn như ông Lê Trọng Sành - nguyên trưởng phòng quản lý bay Tân Sơn Nhất; ông Phan Tương - nguyên Giám đốc sân bay Tân Sơn Nhất, và một số cán bộ hưu trí khác đều thấy rằng chuyện làm sân golf là vô lý". Ông Nghĩa cho biết, thu hồi được đất sân golf thì Tân Sơn Nhất sẽ có thêm gần 160 ha, giúp tăng công suất, giảm tình trạng ngập úng, kẹt cứng.thuật lại và cho rằng nếu giao được đất đó cho doanh nghiệp xây dựng sân golf, nhà hàng... thì sao lại không thể thu hồi cho ngành hàng không dân dụng khi cần thiết.[10]
- Bộ trưởng Bộ GTVT Trương Quang Nghĩa nói tại Quốc hội chiều 8-6: "Bộ Giao thông vận tải đã tìm hiểu kỹ càng và dù Bộ Quốc phòng rất ủng hộ nhưng việc mở rộng sân bay lên phía Bắc là hoàn toàn không khả thi".[11]
- PGS.TS Nguyễn Thiện Tống, Trường Đại học Bách Khoa Thành phố Hồ Chí Minh, (chuyên gia kỹ thuật hàng không) phản biện:"Tôi đưa phương án xây dựng đường băng cất hạ cánh (runway) thứ 3 trên phía đất thu hồi từ sân golf và có khoảng cách 760m với đường băng cất hạ cánh số 1 dài 3.800m hiện hữu. Chiều dài của đường này trong phạm vi hiện hữu của sân bay Tân Sơn Nhất là khoảng 2.800m, cho nên đường băng thứ 3 này có thể dài trên 2.600m mà không cần giải tỏa hộ dân nào cả." [12] Theo ông Tống, việc thu hồi sân golf là khả thi nhất, ngoài việc mở thêm một đường băng dành cho máy bay cất và hạ cánh, còn phát huy vai trò thoát nước của kênh Hy Vọng (phía đường Tân Sơn), mở rộng thêm đường nội bộ nhằm nối các nhà ga với nhau (giảm áp lực giao thông bên ngoài sân bay).[5]
- Sáng ngày 12-6, Bộ trưởng Bộ Kế hoạch đầu tư Nguyễn Chí Dũng nhận định: "Nhu cầu đi lại thì quá lớn, sân bay Long Thành thì chưa làm ngày một ngày hai. Bây giờ việc mở rộng sân bay Tân Sơn Nhất là cần thiết và cấp bách".[13]

## Ý kiến Bộ Quốc phòng
Chiều 1/6, Thiếu tướng Lâm Quang Đại - Chính uỷ quân chủng Phòng không không quân (đại biểu đoàn Thành phố Hồ Chí Minh) thông tin, trước đây cơ quan chức năng đưa ra quan điểm xây dựng sân golf nhằm tận dụng đất nhàn rỗi để phát triển kinh tế. Đồng thời, ông Đại cho biết: "Bộ Quốc phòng đã thống nhất về mặt quan điểm là sẽ thu hồi bất cứ thời điểm nào khi có nhu cầu để phục vụ quốc phòng hoặc khi có chỉ thị của cấp trên. Tất cả các công trình trên sân golf nếu ảnh hưởng đến an toàn bay, an toàn hàng không, Bộ Quốc phòng sẽ kiên quyết xử lý khi có ý kiến của Bộ Giao thông vận tải, ngành hàng không".

### Phản biện
- Trung tá Lê Trọng Sành, Nguyên Cục phó Cục tác chiến Quân chủng Phòng không không quân, nguyên Trưởng phòng quản lý bay sân bay Tân Sơn Nhất, phản biện cho rằng, trả lời của Tướng Đại không thỏa đáng bởi nếu Bộ Quốc phòng thấy rõ sân golf trong sân bay Tân Sơn Nhất chỉ nhằm mục đích tận dụng đất nhàn rỗi và sẽ thu hồi bất kỳ thời điểm nào, vậy tại sao trong khi sân bay quá tải nhiều năm nay đang cần diện tích đất để nâng cấp, mở rộng Bộ Quốc phòng không chủ động giải tỏa sân golf? [9]
- Cử tri Phan Tương — nguyên Giám đốc của sân bay Tân Sơn Nhất ngay từ sau năm 1975, phát biểu, đất của quốc phòng thì dứt khoát phải phục vụ cho mục đích quốc phòng. Nếu sử dụng không đúng mục đích thì phải trả lại cho Nhà nước.[14]

### Buổi làm việc của Thủ tướng Nguyễn Xuân Phúc với lãnh đạo TP.HCM sáng 23-6
Thượng tướng Lê Chiêm - Thứ trưởng Bộ Quốc phòng cho biết, quan điểm của Bộ Quốc phòng là ưu tiên hàng không dân dụng: "Các đồng chí hãy tin tưởng là chúng tôi sẽ thực hiện nghiêm quyết định của Thủ tướng Chính phủ". Về đất quốc phòng tại TP.HCM, thượng tướng Lê Chiêm nói diện tích đất quốc phòng ở TP là rất lớn: "Đây là việc lịch sử để lại, có rất nhiều vấn đề. Chúng tôi đang cho thanh tra toàn bộ đất Quốc phòng ở TP.HCM. Chỗ nào quân đội không cần dùng thì giao lại cho TP. Quan điểm của thường vụ quân ủy trung ương là nhất quán, không lăn tăn việc này". Sau đó, Thượng tướng Nguyễn Chí Vịnh, Thứ trưởng Bộ Quốc phòng giải thích lại: "Thông tin đó là do nhầm lẫn, không có chuyện Bộ Quốc phòng ra chỉ thị thanh tra toàn bộ đất đai ở TP Hồ Chí Minh, Vì thanh tra là phải theo luật, phải có lý do của nó, có kế hoạch. Chính xác là vừa qua, Bộ Quốc phòng chỉ đạo tất cả đơn vị trong toàn quân, các quân khu, quân, binh chủng kiểm tra lại việc sử dụng đất quốc phòng vào nhiệm vụ quốc phòng-quân sự, vào các nhiệm vụ khác, đặc biệt quan tâm đến việc hoạt động kinh tế. Nếu đơn vị nào có vấn đề hoặc sử dụng không đúng mục đích phải kịp thời chấn chỉnh ngay. Đây là chỉ đạo thường xuyên của Quân ủy Trung ương, Bộ Quốc phòng...Nếu kiểm tra đơn vị nào có thiếu sót, thực hiện không đúng quy định của pháp luật Nhà nước, quy định của quân đội thì phải khắc phục và sửa chữa, đơn vị nào có sai phạm thì mới tổ chức thanh tra. Quân ủy Trung ương, Bộ Quốc phòng đã có kết quả bước đầu về việc kiểm tra toàn bộ đất đai các đơn vị trong toàn quân, ở tất cả địa bàn. Cơ bản đất đai quốc phòng được quản lý theo đúng quy định của Nhà nước, sử dụng đúng mục đích sẵn sàng chiến đấu, huấn luyện, sản xuất, trong đó có một phần làm kinh tế".

### Thượng tướng Nguyễn Chí Vịnh giải thích rõ về thực trạng sân golf
Trong phần trả lời phỏng vấn báo Quân đội Nhân dân, Thượng tướng Nguyễn Chí Vịnh giải thích như sau:
| “ | Nói về Sân bay Tân Sơn Nhất, sân gôn ở sân bay, cách đây hơn 10 năm, Chính phủ đã cho phép sử dụng trong thời gian nhàn rỗi, chưa sử dụng ngay vào mục đích quốc phòng để làm sân gôn, với điều kiện là khi có nhiệm vụ quốc phòng, khi có nhu cầu quốc phòng hoặc có chỉ thị của cấp trên thì thu hồi vô điều kiện. Đây là thỏa thuận có tính nguyên tắc của Bộ Quốc phòng và chủ đầu tư. Trên cơ sở thỏa thuận đó, chủ đầu tư đã đầu tư hai sân gôn ở Tân Sơn Nhất và Sân bay Gia Lâm, từng bước đi vào kinh doanh. Việc xây dựng và hoạt động của hai sân gôn được cơ quan chức năng quản lý Nhà nước, các bộ và Chính phủ cho phép. Tuy nhiên, thời gian qua, Quân ủy Trung ương và Bộ Quốc phòng thấy rằng việc để tồn tại hai sân gôn ở khu vực này tạo ra nhiều luồng dư luận trái chiều, không có lợi. Vì thế, Quân ủy Trung ương đã tổ chức nhiều đoàn kiểm tra, đã mời nhiều cơ quan cùng Bộ Quốc phòng kiểm tra, kể cả đại biểu Quốc hội. Qua kiểm tra thấy rằng, việc xây dựng, hoạt động của sân gôn là đúng luật pháp, đúng quy định, nhưng tạo ra dư luận xấu trong xã hội. Do vậy, ngay từ đầu năm, đồng chí Bộ trưởng Bộ Quốc phòng đã có chỉ thị dừng toàn bộ việc xây dựng các khu dịch vụ ở hai sân gôn này để chờ kiểm tra cũng như quyết định của cấp trên. Bộ Quốc phòng, Quân ủy Trung ương thống nhất cao là nếu Chính phủ thấy rằng có nhu cầu phát triển Sân bay Tân Sơn Nhất, quân đội sẵn sàng đàm phán với chủ đầu tư, thu hồi đất sân gôn và giao lại theo yêu cầu của Chính phủ. Tất nhiên, việc này làm như thế nào, bao giờ làm còn chờ quy hoạch của Chính phủ. Sau đó, quân đội sẽ phải làm việc với chủ đầu tư để bảo đảm lợi ích chung của Nhà nước nhưng cũng phải tính đến lợi ích chính đáng, phù hợp pháp luật của chủ đầu tư. Ở đây, tôi muốn nói thêm, không phải chờ đến khi có ý kiến của các địa phương, cơ quan, ban ngành, hoặc có chỉ thị cấp trên mà trong những năm vừa qua, quân đội đã đóng góp rất nhiều đất đai ở các địa phương để phát triển kinh tế-xã hội. Ngay ở Sân bay Tân Sơn Nhất, từ giải phóng đến nay, quân đội đã chuyển giao cho địa phương gần 1.000ha, mới trong năm vừa qua là 90ha, trong đó có 21ha để mở rộng sân đỗ, đường lăn, hơn 10ha phát triển đường giao thông, rồi một số diện tích phát triển nhà ga lưỡng dụng. Quân đội rất chủ động làm những việc như vậy. Có một đặc điểm của đất quốc phòng, đất quân sự, nhất là ở phía Nam, là thường xuyên gắn với ô nhiễm bom mìn, ô nhiễm đi-ô-xin. Trong những năm vừa qua, Bộ Quốc phòng rất cố gắng khẩn trương vận động các nguồn hỗ trợ từ nước ngoài và nguồn lực trong nước làm sạch đất này và giao cho địa phương phát triển kinh tế. | ” |

### Chủ trương quân đội không làm kinh tế đơn thuần
Thượng tướng Lê Chiêm phát biểu: "Hiện nay đã có một chủ trương của bộ quốc phòng là quân đội sẽ không làm kinh tế nữa, mà tập trung cho xây dựng quân đội chính quy hiện đại, để thực hiện nhiệm vụ bảo vệ Đảng, bảo vệ Nhà nước, bảo vệ nhân dân. Tất cả doanh nghiệp quân đội sẽ cổ phần hóa, thoái vốn chuyển ra bên ngoài". Tuy nhiên, sau đó Thứ trưởng Thường trực Bộ Quốc phòng Nguyễn Chí Vịnh đã giải thích lại một cách rõ hơn thông điệp của Thượng tướng Lê Chiêm là quân đội không làm kinh tế đơn thuần mà là làm kinh tế kết hợp phục vụ các mục tiêu bảo vệ đất nước. Cụ thể, Thượng tướng Nguyễn Chí Vịnh nói: "Nói "quân đội làm kinh tế" là nói không đầy đủ, dẫn tới cách hiểu không đúng, mà phải nói đầy đủ là "quân đội tham gia sản xuất, xây dựng kinh tế". Kinh tế ở đây là kinh tế quốc phòng, phục vụ nhiệm vụ quốc phòng và tham gia phát triển kinh tế-xã hội đất nước, như thế mới đầy đủ...Mỗi thời kỳ có hình thức khác nhau, mô hình khác nhau, mức độ khác nhau tùy theo phát triển kinh tế-xã hội, tình hình đất nước. Hiện nay, quân đội tham gia sản xuất, xây dựng kinh tế là làm gì? Trước hết là các xí nghiệp quốc phòng để sản xuất trực tiếp ra sản phẩm quốc phòng, vũ khí trang bị, đạn, súng, thuốc nổ, những thứ mà quân đội nào cũng phải có. Thứ hai là, các đoàn kinh tế-quốc phòng ở vùng biên giới. Cuối những năm 80 của thế kỷ trước, ở khu vực biên giới, chúng ta có hàng chục sư đoàn, dân đã lùi hết về phía sau vì chiến tranh. Khi đó quân đội mà rút về thì lấy ai để bảo vệ biên giới. Một điểm nữa người dân ở vùng biên giới có đời sống rất khó khăn, lực lượng nào có thể giúp dân tốt nhất, để ổn định cuộc sống, chưa nói thời gian đó chúng ta còn đưa người từ dưới xuôi lên khu vực miền núi để xây dựng cuộc sống. Lúc ấy, hàng chục sư đoàn đã cất súng vào kho, quay sang làm kinh tế, trồng cao su, trồng rừng, làm nông nghiệp... nhưng nhiệm vụ chủ yếu là giúp dân và phát triển kinh tế-xã hội. Quân đội luôn luôn quan tâm đến nhu cầu phát triển kinh tế-xã hội của đất nước nói chung, của các địa phương, các ngành nói riêng. Quân đội hết sức lắng nghe ý kiến của nhân dân, các cơ quan, các địa phương. Quân đội sẵn sàng tham gia vào sự nghiệp phát triển kinh tế các địa phương. Nhưng ngược lại, quân đội rất cần sự ủng hộ của toàn dân, của các địa phương".

### Chủ trương sử dụng đất quốc phòng
Theo Thượng tướng Nguyễn Chí Vịnh, Thứ trưởng Thường trực Bộ Quốc phòng:
| “ | "Hiện nay, chúng ta quản lý đất quốc phòng, trước hết phải nói là thượng tôn pháp luật. Đất quốc phòng cũng là đất quốc gia, thực hiện theo đúng luật pháp đất nước, không phân biệt đất quốc phòng hay đất khác. Nhưng đất quốc phòng có đặc thù. Chủ trương của Quân ủy Trung ương, Bộ Quốc phòng từ trước đến nay chứ không phải chỉ bây giờ, đất quốc phòng chủ yếu để phục vụ nhiệm vụ quốc phòng, nhiệm vụ huấn luyện chiến đấu, xây dựng doanh trại. Các bạn hình dung đất quốc phòng như căn cứ của chúng ta, những kho tàng, trận địa phòng thủ..., rất nhiều nội dung, không đơn giản đất quốc phòng chỉ là doanh trại. Trong đó, có một phần đất quốc phòng theo chỉ thị của Thủ tướng Chính phủ cách đây hơn 10 năm, nếu nhàn rỗi, chưa sử dụng ngay vào mục đích quốc phòng có thể sử dụng làm mục đích kinh tế để nâng cao đời sống bộ đội và đóng góp vào xây dựng tiềm lực cho các đơn vị. Tuy nhiên trong thời điểm vừa qua, Quân ủy Trung ương, Bộ Quốc phòng thấy rằng việc đó phải rất chừng mực, rất có mức độ nên Quân ủy Trung ương có chủ trương dừng tất cả các việc chuyển đất quốc phòng sang đất làm kinh tế, cái nào cần chuyển phải tính toán rất kỹ các mặt lợi hại và báo cáo cơ quan thẩm quyền rồi mới làm. Có một số đất quốc phòng bị phát hiện sử dụng không đúng mục đích, thời gian qua quân đội đã kiểm tra và xử lý rất nghiêm, thời gian tới sẽ tiếp tục xử lý mạnh mẽ, triệt để, căn cơ. Nếu đơn vị nào sử dụng không đúng mục đích thì dứt khoát thu hồi, xử lý người cán bộ chỉ huy đã để điều đó xảy ra. Ít ngày tới, Bộ trưởng Bộ Quốc phòng sẽ đi một số địa phương để kiểm tra, chỉ đạo tại thực địa, để làm sao đất quốc phòng được sử dụng đúng mục đích và người dân hiểu đúng mục tiêu của quân đội trong sử dụng đất quốc phòng, để người dân tiếp tục ủng hộ quân đội, tin tưởng quân đội. Quân đội không đi ngược lại lợi ích nhân dân. Điều gì đi ngược lại lợi ích nhân dân nhất định quân đội không làm. Đó là chủ trương rất rõ của Quân ủy Trung ương, Bộ Quốc phòng. Đất quốc phòng để phục vụ phát triển kinh tế-xã hội cơ bản là đất quân đội giao cho các địa phương, các ngành để phát triển kinh tế-xã hội. Các đơn vị quân đội trước đây đất rộng thì bây giờ co gọn lại để giúp địa phương mở đường giao thông, khu đô thị, giải phóng khu vực đất đai ở những vùng bị ô nhiễm bom mìn, đi-ô-xin. Tôi không thể nói hết được quân đội đã làm bao nhiêu héc-ta giúp các địa phương, nhưng nếu đi ở các địa phương, nhất là phía Nam-nơi có chiến tranh trước đây, đất được chuyển giao cho bên ngoài rất nhiều. Quân đội rất chủ động làm việc này. Ở đây có hai loại hoạt động, thứ nhất là hoạt động quốc phòng tại các địa phương, là hoạt động độc lập, nhận chỉ thị từ Quân ủy Trung ương, Bộ Quốc phòng, cần yếu tố bí mật; sự phối hợp với địa phương không ảnh hưởng tiêu cực đến phát triển kinh tế-xã hội. Thứ hai là đất quốc phòng phục vụ việc quân đội tham gia sản xuất, xây dựng kinh tế đơn thuần, thì phải thông qua hệ thống quản lý Nhà nước của địa phương, chịu sự quản lý Nhà nước của địa phương, không có việc doanh nghiệp muốn làm gì thì làm, đóng cửa bảo rằng: Tôi là doanh nghiệp quân đội. Vấn đề phát triển kinh tế-xã hội, phát triển quốc phòng nếu phối hợp tốt sẽ tạo điều kiện tốt cho nhau. Ví dụ hiện nay, chúng ta có đường kinh tế quốc phòng ở những nơi xung yếu, địa bàn chiến lược, những đường này là do ngân sách quốc phòng thực hiện. Tuy nhiên, ở địa phương gặp khó khăn giao thông, khi được địa phương đề nghị, thay vì đường đi thẳng thì đi đường vòng một chút để nhân dân được sử dụng, vừa là đường quốc phòng vừa là đường dân sinh. Như vậy, việc phối hợp rất cần thiết" | ” |

.

## Phản ứng Chính phủ
Thủ tướng Chính phủ chỉ đạo dừng mọi công trình trong sân golf, thuê tư vấn nước ngoài mở đường băng số 3 Tân Sơn Nhất. Sáng 13.6, ĐB Nguyễn Thị Quyết Tâm — Phó Bí thư Thành ủy TP.HCM — cho biết bà hoan nghênh Chính phủ lắng nghe, có chỉ đạo bén, còn nếu nói kịp thời thì chưa kịp thời vì vấn đề này đã được đặt ra nhiều lần rồi. Bà Tâm nhận định, người dân đang bất bình việc sử dụng đất không hợp lý, người dân mong muốn làm sao trong thời gian ngắn thực hiện được mục đích phục vụ hành khách tốt nhất, nên phương án mở rộng sân bay Tân Sơn Nhất là tối ưu.
Ngày 18.6, Văn phòng Chính phủ thông báo kết luận của Thủ tướng Nguyễn Xuân Phúc tại cuộc họp về vấn đề sân golf trong sân bay Tân Sơn Nhất. Chủ nhật. Theo đó, Thủ tướng giao Bộ Quốc phòng chỉ đạo dừng hoạt động xây dựng tất cả các công trình liên quan hạ tầng phụ trợ sân golf, như khu biệt thự, chung cư, nhà hàng, khách sạn, trường học...Về mở rộng sân bay Tân Sơn Nhất, Thủ tướng giao Bộ Giao thông Vận tải chủ trì thuê tư vấn chuyên ngành nước ngoài có đủ năng lực, kinh nghiệm để khảo sát, nghiên cứu đề xuất các phương án mở rộng sân bay này cả về phía Bắc (khu vực sân golf) và phía Nam, nâng tổng công suất đạt khoảng 45 triệu khách/năm.

## Phản ứng của một số người dân không đồng tình với chủ trương quân đội làm kinh tế
Các hội đoàn dân sự, giới nhân sĩ trí thức Việt Nam không đồng tình với chủ trương quân đội làm kinh tế trong và ngoài nước ký thư ngỏ gửi thủ tướng về vụ việc với những nội dung chính: Phản đối Bộ trưởng Bộ Giao thông Vận tải Trương Quang Nghĩa "ngụy biện phản khoa học và vô trách nhiệm tại diễn đàn Quốc hội" khi bác yêu cầu chính phủ sớm thu hồi đất sân golf; Bày tỏ sự phẫn nộ trước "thái độ tham lam bất chấp kỷ cương phép nước, quyền dân của nhóm lợi ích và một số thế lực trong quân đội"; Yêu cầu tổ chức hội thảo thẩm định khách quan và khoa học những vấn đề được đặt ra; Yêu cầu chính phủ khẩn trương thu hồi toàn bộ đất sử dụng không đúng mục đích để phục vụ công ích.
Trong danh sách ký vào thư ngỏ có các nhân vật: Tiến sĩ Hà Sĩ Phu, Giáo sư Nguyễn Đăng Hưng, Nhà giáo Nguyễn Khắc Mai, Nhà thơ Hoàng Hưng, cựu Giám đốc Sở Tư pháp TP. HCM Võ Văn Thôn, cựu Phó tổng biên tập báo Tuổi Trẻ Huỳnh Sơn Phước...
Hôm 13/6, trả lời BBC từ TP Hồ Chí Minh, ông Kha Lương Ngãi, cựu Phó Tổng biên tập báo Sài Gòn Giải Phóng, một trong những người ký vào thư ngỏ và là một trong những người bất đồng chính kiến với Chính phủ Việt Nam, nói: "Tôi ký vào thư vì đã bất bình chuyện quân đội làm kinh tế từ lâu.", "Thử hỏi đất của sân bay mà họ còn lấy được thì đất của người dân thì thế nào?", Việc quân đội lấy đất sân bay làm sân golf là sai trái, bất hợp pháp, gây nhiều hệ lụy cho người dân.", "Trọng trách của Bộ Quốc phòng là bảo vệ tổ quốc, lãnh thổ, nhưng có thể do đường lối, chủ trương của Đảng những năm trước tạo điều kiện cho những người nhân dân quân đội thực hiện lợi ích nhóm.", "Theo như tôi biết, trên thế giới không có nước nào cho quân đội làm kinh tế, ngoại trừ Trung Quốc và Việt Nam.", "Nhưng Trung Quốc đã thấy nguy cơ và bỏ rồi, còn Việt Nam cách đây hai, ba năm có nghị quyết về việc này nhưng rồi tình trạng này vẫn tiếp tục." . Tuy nhiên, Thượng tướng Nguyễn Chí Vịnh cho rằng: "Quân đội luôn luôn quan tâm đến nhu cầu phát triển kinh tế-xã hội của đất nước nói chung, của các địa phương, các ngành nói riêng. Quân đội hết sức lắng nghe ý kiến của nhân dân, các cơ quan, các địa phương. Quân đội sẵn sàng tham gia vào sự nghiệp phát triển kinh tế các địa phương. Nhưng ngược lại, quân đội rất cần sự ủng hộ của toàn dân, của các địa phương. Tôi có nghe một vài ý kiến nói rằng đất quân đội nhiều, tôi không hiểu thế nào là nhiều. Tôi xin lấy ví dụ, quân đội trong thời bình hay thời chiến đều phải tập luyện, diễn tập, nếu không có thao trường tập luyện thì điều gì sẽ xảy ra. Thao trường tập luyện không thể lẫn lộn với đất phát triển kinh tế-xã hội được. Trong quân đội có quy định hàng năm phải bắn thử, bắn tập các vũ khí có trong trang bị, nếu bây giờ không có trường bắn, thao trường làm sao mà bắn được? Rồi các đơn vị thiết giáp tập ở đâu, trung đoàn không quân lấy gì làm căn cứ? Mỗi năm, chúng ta phải bắn các loại đạn và nhiều loại hỏa lực khác, mỗi khi bắn, người chỉ huy ngồi đếm ngọn lửa đầu nòng với tiếng nổ ngoài trường bắn để xem viên nào không nổ, nếu có một viên không nổ thì cả đơn vị phải đi tìm, đến khi nào ra thì thôi, để những quả đạn đấy không làm tổn hại đến tính mạng, sức khỏe của người dân. Đất quốc phòng là một thành tố của sức mạnh quốc phòng, là thành tố của tiềm lực quốc phòng, là thành tố để quân đội ta mạnh lên, thường xuyên sẵn sàng chiến đấu. Và như vậy không có chuyện thanh tra toàn bộ đất quốc phòng ở một địa phương nào đó như các bạn từng nghe. Tôi xin nói lại là kiểm tra toàn bộ đất đai quốc phòng trên địa bàn toàn quốc, chủ động tìm ra thiếu sót để khắc phục, sửa chữa, cái nào sai pháp luật thì xử lý nghiêm minh, đấy là chủ trương của Quân ủy Trung ương, Bộ Quốc phòng".

## Quan điểm của Công ty cổ phần đầu tư Long Biên
Sáng 13.6, ông Trần Văn Tĩnh - Phó Chủ tịch thường trực HĐQT Công ty cổ phần đầu tư Long Biên; ông Trần Ngọc Hải - Tổng giám đốc Công ty cổ phần đầu tư Long Biên và ông Nguyễn Thành Quang - Phó Tổng giám đốc Công ty cổ phần đầu tư Long Biên cho biết, các hạng mục xây dựng trên khu đất 157ha được thực hiện theo Quyết định 596/QĐ-UBND ngày 18.4.2011 của UBND quận Tân Bình (TP.HCM) về việc phê duyệt đồ án quy hoạch chi tiết xây dựng tỷ lệ 1/500 khu sân golf và dịch vụ Tân Sơn Nhất tại sân bay Tân Sơn Nhất - quận Tân Bình quy mô hơn 157ha. Theo Quyết định số 596, chủ đầu tư được phép xây dựng sân golf (diện tích 111ha) và các công trình phụ trợ như hồ nước, câu lạc bộ sân golf, nhà tập golf và trạm dừng chân với tỷ lệ 84% diện tích toàn khu đất. Ngoài ra, phần diện tích đất còn lại dùng để xây dựng các hạng mục công trình công cộng và phục vụ (khách sạn, nhà hàng, thể dục thể thao; đất xây dựng cụm trường; trường học nhà trẻ, mẫu giáo); công trình đầu mối hạ tầng kỹ thuật; khu nhà ở cho thuê (khu căn hộ, khu biệt thự). Ông Tĩnh khẳng định nếu như vì lợi ích quốc gia, đơn vị này sẵn sàng ủng hộ phương án cho thu hồi sân golf, với điều kiện đảm bảo lợi ích của doanh nghiệp.